# Dzienniki (Stefan Kisielewski)
Dzienniki – książka autorstwa Stefana Kisielewskiego wydana w 1996 r. przez wydawnictwo Iskry, z przedmową Ludwika Bohdana Grzeniewskiego (ISBN 83-207-1516-4).
Kisiel zaczął pisać Dzienniki 31 maja 1968 r., niedługo po tym, jak w trakcie wydarzeń marcowych na warszawskiej Starówce pobili go tzw. nieznani sprawcy, a na jego utwory nałożono zakaz publikacji. Pisał je ręcznie, w brulionach (w sumie 16 zeszytów). W miarę upływu czasu i zmian, zachodzących w polityce władz, represje zelżały, a dziennik był uzupełniany coraz rzadziej. Ostatnie regularne wpisy dotyczą roku 1980, a Dzienniki kończy Posłowie z 1982 r.

## Zawartość
Książka opisuje życie prywatne Kisielewskiego, środowisko oraz ustrój komunistyczny z okresu, w którym była pisana. Autor boryka się z problemami materialnymi, w które wpędziła go utrata zajęcia. Próbuje to rozwiązać, publikując swoją twórczość pod pseudonimami. Często wspominany jest jego syn, Wacław, który właśnie wtedy rozpoczynał karierę międzynarodową w duecie Marek i Wacek. Kisielewski, mimo represji władz, bardzo czynnie uczestniczy w życiu swojego środowiska. Często spotyka się z przyjaciółmi, bierze udział w imprezach kulturalnych, czy rautach dyplomatycznych. Najbliższymi przyjaciółmi publicysty są Władysław Bartoszewski (zwany tu często Bartoszem), Paweł Hertz (Pawełek), Zygmunt Mycielski, Henryk Krzeczkowski, Andrzej Micewski. Często widuje się także z osobami ze środowiska „Tygodnika Powszechnego”.
Dzienniki pokazują dużą aktywność intelektualną autora, która przejawiała się na kilku polach. Kisiel przede wszystkim był kompozytorem i oddawał się temu zajęciu z prawdziwą pasją; oprócz tego uważał, że powinien pozostawić po sobie ślad w postaci dzieł literackich - toteż pisywał powieści (które sam nazywał ironicznie dziełami lub romansami), wydawane później pod pseudonimem Tomasz Staliński przez paryską „Kulturę„; stosunkowo najmniej uwagi przykładał do utworów, które - paradoksalnie - na trwale zapisały go w historii polskiej kultury - felietonów, publikowanych w „Tygodniku Powszechnym”. Do samego „Tygodnika Powszechnego”, w którym publikował przez pewien okres pod żeńskim pseudonimem, miał stosunek krytyczny a Jerzego Turowicza obwiniał za nadanie linii i charakteru pisma oderwanego od rzeczywistości i zajmującego się miałkimi sporami dogmatycznymi w łonie szeroko rozumianego katolicyzmu zamiast poważnymi problemami egzystencjalnymi epoki. Pisał więc głównie o literaturze, bo w tej dziedzinie mógł swobodnie pisać pod pseudonimem i znakomicie się odnajdywał. 
Czytelnik Dzienników ma okazję śledzić  relacje z pierwszej ręki głośnych wydarzeń tamtych czasów - interwencja wojsk Układu Warszawskiego w Czechosłowacji, zmiany ekipy rządzącej w PRL, katastrofie lotniczej w Beskidach. Kisiel okazuje się także namiętnym kibicem sportowym śledzącym na żywo relacje (także nocne) z wielu imprez rangi światowej.
W książce Kisiel często pisze ze swadą i sporym poczuciem humoru, ale nie unika ostrych zwrotów i osądów, o których krytycy i jego rodzina piszą, że były zbyt surowe. Być może z tych względów Dzienniki mogły zostać opublikowane w 5 lat po jego śmierci.
Po nieporozumieniach z redakcją „Tygodnika Powszechnego”, która zaczęła cenzurować jego felietony, odmówił dalszego publikowania swoich tekstów w tym tygodniku. Równocześnie, od marca 1988 aż do 2 września 1991 nagrywał cotygodniowe felietony Kisiel prosto z Warszawy dla polonijnej audycji radiowej w rozgłośni WPNA w Chicago, których stenogramy były bieżąco przedrukowywane w lokalnym „Dzienniku Związkowym” i które w całości zostały opublikowane w Polsce w 2016.